# Beanie Sigel
Beanie Sigel, właściwie Dwight Grant (ur. 6 marca 1974) – amerykański MC pochodzący z Filadelfii (Pensylwania, Stany Zjednoczone).
Został zauważony przez Jay-Z i Damona Dasha, więc podpisał kontrakt z ich wytwórnią Roc-A-Fella Records w 1998 roku. Debiutował płytą The Truth w roku 2000. Płyta ta okazała się dość sporym sukcesem osiągając nakład 600 tys. egzemplarzy, a więc pokryła się złotem. Kolejnym albumem był The Reason z 2001 roku. Krążek ten nie odniósł jednak takiego sukcesu jak debiut rapera, ale nadal była to solidna porcja rapu. Na kolejne wydawnictwo rapera przyszło czekać fanom 4 lata. Było to spowodowane ciągłymi kłopotami z prawem Beaniego. Wydany w 2005 The B. Coming wzbudził zachwyt krytyków i w niektórych kręgach został okrzyknięty klasykiem. W 2006 roku Beanie wydał mixtape pt. Still Public Enemy Number 1. W roku 2007 światło dzienne ujrzał czwarty solowy album Beaniego - The Solution. Promocja albumu była niemal zerowa ze względu na panujące napięcie w Roc-A-Fella i ewentualny jego rozpad. W roku 2009 wyszedł album Broad Street Bully, który jest bardziej oficjalnym mixtape'em niż albumem, skupiającym utwory, które nie zmieściły się na poprzednie albumy.
30 października 2009 Internet obiegło nagranie pt. What You Talkin Bout (I Ain’t Ya Average Cat) i kilka innych, które ostro krytykują Jaya-Z.

## Dyskografia

### Albumy studyjne
- 2000 The Truth
- 2001 The Reason
- 2005 The B. Coming
- 2007 The Solution
- 2009 The Broad Street Bully
- 2010 The Roc Boys (feat. Freeway)

### Mixtape'y
- 2006 Public Enemy Number 1[1]
- 2006 Still Public Enemy Number 1
- 2009 The Bully Is Back
- 2009 The Bully Is Back 2
- 2009 The Official Beanie Sigel Mixtape[2]